# 民主党 (利比亚)
民主党是一个利比亚政党，2011年7月14日由利比亚自由与民主运动组建成立，以追求后卡扎菲时代的民主道路。

## 政治理念
该党追求世俗主义与自由主义价值观。该组织认为全国委员会是利比亚过渡时期的必要组织，而非正统的权力机构。认为民主过渡需要联合国的监督，并维护国家的独立性。
该党支持犹太复国运动，承认以色列的合法地位。也支持利比亚犹太人的合法权利。支持政教分离、信仰自由，并尊重所有宗教，以此来反对极端宗教主义和基地组织。
该党目前与一些智库密切合作，比如club of Madrid, Gorbachev Foundation 和 The Westminster Foundation for Democracy，以实现自己的目标。